# Catharina Dorothea Wespin
Catharina (Katharina) Dorothea Wespin (* 4. Oktober 1810 in Mannheim; † 29. Juni 1887 in  Karlsruhe) war die Gründerin der Familie Wespin-Stiftung Mannheim, dem ersten größeren Bürgergeschenk für einen sozialen Zweck an die Stadt Mannheim.

## Leben
Catharina Dorothea Wespin war die Tochter des Spielwarenfabrikanten in Mannheim und Karlsruhe Johann Philipp Wespin und der Catharina Wespin, geborene Neiner, die bereits 1813 starb. Catharina wuchs in Mannheim mit ihren drei älteren Brüdern im katholischen Elternhaus unter der Adresse H 2,3 auf. Über ihre Ausbildung ist nichts bekannt. Nach dem Tode des Vaters 1834 führten die Brüder Andreas Philipp, Carl Friedrich und Johann Gustav gemeinschaftlich die Geschäfte in Mannheim (P 4,11) und in Karlsruhe (Kreuzstraße 20). Nach dem Tode von Johann Gustav am 2. April 1841 führten die beiden Brüder Andreas Philipp und Carl Friedrich die Geschäfte fort.
Über Catharinas Leben ist wenig bekannt. Sie blieb alleinstehend und hatte keine Kinder. Sieben Jahre vor ihrem Tod 1887 zog sie zu ihrer Familie nach Karlsruhe.

## Schaffen
Catharina Dorothea Wespin gründete testamentarisch 1870 die Familie Wespin-Stiftung Mannheim, weil sie gegen Armut und Not ankämpfen wollte. Das erste Ziel der Stiftung war ein Waisenhaus für Knaben, um diesen eine sorgfältige Erziehung und eine gute Pflege zukommen zu lassen. Nach ihrem Tod wurde die Stiftung errichtet und das Waisenhaus in der Seckenheimer Straße 39 wurde am 29. Juni 1893 eingeweiht. Während des Zweiten Weltkrieges wurde es zerstört und 1952 wieder aufgebaut. Später wurde das Heim in die Mecklenburger Straße 56 im Stadtteil Vogelstang verlegt. Es existiert heute noch.

## Ehrungen
1907 wurde die Wespinstraße in der Schwetzingerstadt in Mannheim nach ihr benannt. Diese beginnt in der Otto-Beck-Straße und endet an der Weberstraße.
Außerdem wurde das Kinder- und Jugendhaus nach der Familie Wespin-Stiftung benannt.